# Ignacio Echevarría
Ignacio Echevarría (Barcelona, 1960) és un editor i crític literari català. Va estudiar Filologia i treballa com a editor i crític literari. Com a editor, ha coordinat importants col·leccions de clàssics (la Biblioteca universal de Círculo de Lectores, la Biblioteca Clásica de la Real academia Española) i ha curat les obres d’escriptors com Franz Kafka, Elias Canetti, Juan Carlos Onetti, Nicanor Parra, Rafael Sánchez Ferlosio, Juan Benet i Roberto Bolaño, entre d'altres. Com a crític i estudiós, ha posat especial atenció a la narrativa contemporània en llengua espanyola, i ha publicat tres volums on reuneix alguns dels seus articles i assaigs: Trayecto. Un recorrido crítico por la reciente narrativa española (Debate, 2005), Desvíos. Un recorrido crítico por la reciente narrativa latinoamericana (Ediciones Universidad Diego Portales, 2011) i El nivel alcanzado. Notas sobre libros y autores extranjeros (ed. de Andreu Jaume, Debate, 2021). És també autor de Una vocación de editor (Gris Tormenta, 2020), semblança de l’editor Claudio López Lamadrid.

## Obra destacada

### Llibres
- Trayecto. Un recorrido crítico por la reciente narrativa española, Editorial Debate, 2005 ISBN 978-84-8306-625-6
- Desvíos. Un recorrido crítico por la reciente narrativa latinoamericana, Universidad Diego Portales, 2007.
- El nivel alcanzado, ed. Debate, 2021

### Assaig
- 2002 - Roberto Bolaño: la escritura como tauromaquia (amb els textos en castellà «Historia particular de una infamia», «Relatos de supervivientes», «Sobre la juventud y otras estafas» i «Una épica de la tristeza»)

### Contribucions destacades
- The Paris Review. Entrevistas: el arte de la ficción, Barcelona, El Aleph, 2007, introductor, ISBN 978-84-7669-780-1
- "Epílogo" per Pablo Silva Olazábal, Conversaciones con Mario Levrero, Montevideo, Trilce, 2008, ISBN 978-9974-32-470-1.
- "Prólogo" a Mario Levrero, La ciudad, Barcelona, DeBolsillo, 2008, ISBN 978-84-8346-789-5.